# Ľ
Ľ, ľ — літера розширеного латинської абетки (латинського альфабету), утворена буквою L з додаванням малого гачека. Використовують у словацькій абетці та історичному проєкті української латинки Їречека для позначення м'якого /lʲ/.

## Використання
У словацькій абетці букву Ľ називають mäkké el («м'яке ель») й історично є спрощенням поєднання L з гачеком. Вона займає 22-е місце за рахунком і позначає палатальний бічний приголосний звук МФА: [ʎ], який протиставлений передньоязиковому боковому МФА: [l], що позначається звичайною буквою L l. Зустрічається досить рідко, наприклад, у словах Ľudovít Štúr «Людовит Штур» або ľud «народ». Ця буква відрізняється від схожої букви Ĺ, яка в словацькій позначає довгий складовий приголосний звук ː [l̩]. У деяких шрифтах велика і мала Ľ виглядає як поєднання L з гачеком.
Також цю букву використовують в українській латинці та позначає палаталізований бічний МФА: [lʲ], наприклад, / lʲːu / «ллю» (lľu).